# Katalán (tyúk)

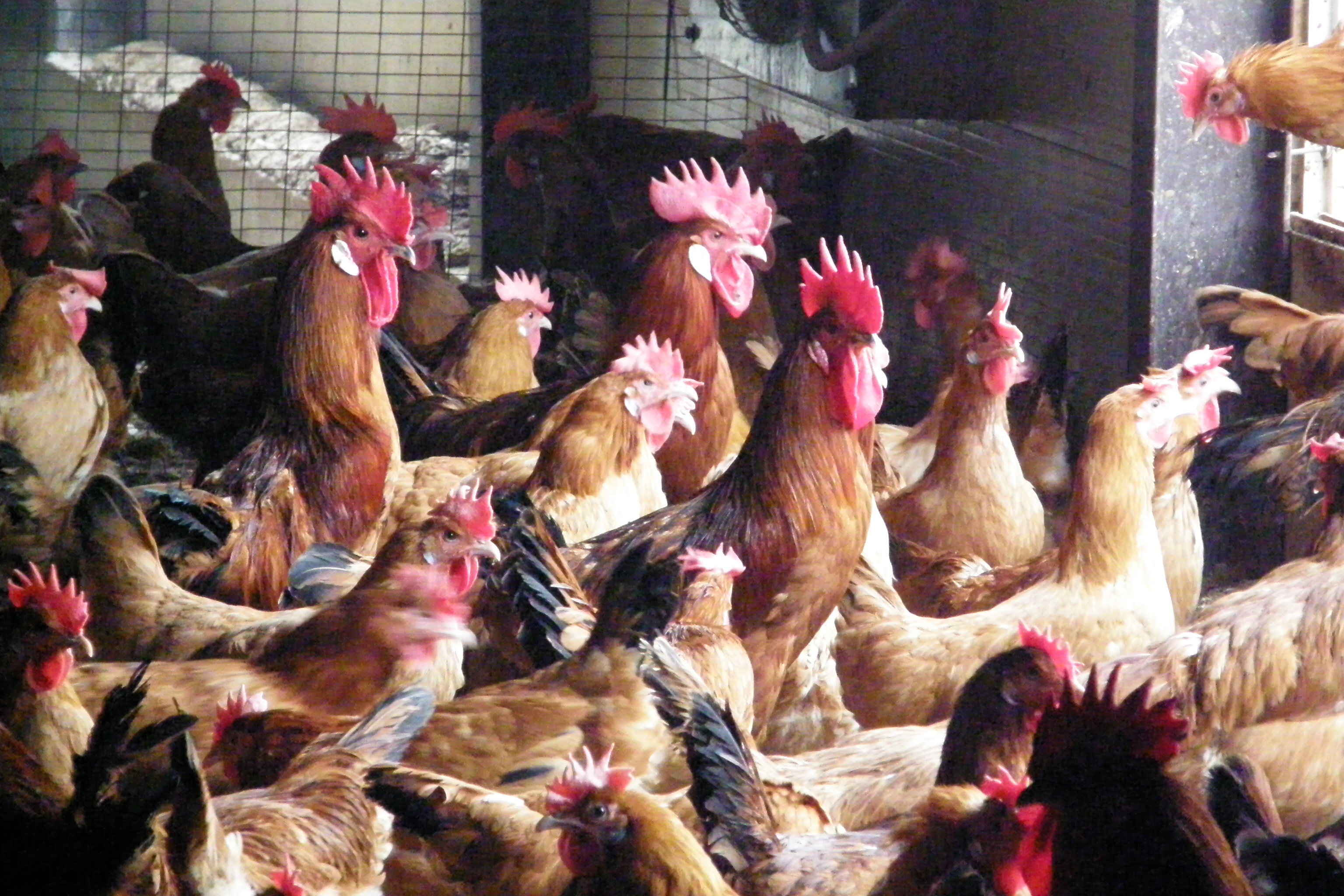
Katalán tyúk tenyészállomány

A katalán egy spanyolországi katalán tyúkfajta.

## Fajtatörténet
Katalóniai tanyasi tyúkfajtákból tenyésztették ki. Még csak 1990-ben került Németországba katalóniai néven. Újabban Prat-nak is hívják szűkebb származási helye, El Prat de Llobregat (Katalónia) után.

## Fajtabélyegek, színváltozatok
Háta meglehetősen hosszú és széles. Farktolla telt, hosszú és lekerekített tollakból áll. Melltájék telt és mély, lekerekített. Szárnyak nagyok, szorosan a testhez simulók. Feje közepesen nagy, széles és hosszúkás. Arca piros, sima, toll- és szőr mentes. Szeme sötétbarna. Csőre viszonylag nagy, erős, görbült, sötétszarv színű. Taraja egyszerű fűrésztaraj, 4-6 fogazattal. Füllebenyek fehérek, hosszúkásak, nagyok. Toroklebeny nagy, kerekded. Nyaka hosszú, kihúzott. Combok hosszúak, erősek, húsosak, jól láthatóak. Csüd közepesen nagy, palakék vagy kékesszürke.  
Színváltozatok: Világos-aranysárga.

## Tulajdonságok
Csibék vidám növekedésűek, mozgékonyak. Igen jó húsminőségű.   
| Általános tulajdonságok: | Általános tulajdonságok:   |
| ------------------------ | -------------------------- |
| Testtömege               | kakas 3,5 kg, tojó 2,5 kg  |
| Gyűrűmérete              | kakas 20, tojó 18          |
| Tenyésztojás tömege      | 55 g                       |
| Tojáshéj színe           | fehértől a vöröses sárgáig |
| Éves tojáshozama         | 170 db                     |